# Mud Lake (Otter Tail County, Minnesota)
Der Mud Lake ist ein See im Otter Tail County bei Perham, Minnesota, Vereinigte Staaten.
Der See befindet sich nördlich von Perham. Er hat eine Fläche von 117 Hektar. Durch ihn fließt der Otter Tail River.